# Белоконь, Валерий Иванович
Валерий Иванович Белоконь (род. 25 декабря 1939, Ворошилов, Приморский край) — российский учёный в области теоретической физики и физики магнитных явлений, директор Института физики и информационных технологий Дальневосточного государственного университета, заслуженный деятель науки РФ, доктор физико-математических наук (1985), профессор.

## Биография
Родился 25 декабря 1939 г. в г. Ворошилов (Уссурийск) Приморского края.
В 1962 г. окончил физико-математических факультет Дальневосточного государственного университета и с тех пор работает там же: ассистент, старший преподаватель, доцент, профессор, директор Института физики и информационных технологий ДВГУ, с 1975 г. заведующий кафедрой теоретической физики, с 1989 г. зав. кафедрой теоретической и ядерной физики, в 2011—2015 зав. кафедрой теоретической и экспериментальной физики.
Специалист в области теоретической физики и физики магнитных явлений, геофизики, физики конденсированного состояния.
Область научных интересов:
- магнетизм горных пород и палеомагнетизм;
- физика магнитных явлений;
- катастрофические волны в океане и сопутствующие явления. Предвестники цунами.

## Научные труды
Диссертации:
- Исследование связи между гистерезисными и термически-активационными процессами намагничивания горных пород : диссертация … кандидата физико-математических наук : 01.00.00. — Владивосток, 1969. — 105 с. : ил.
- Феноменологическая теория остаточной намагниченности горных пород : диссертация … доктора физико-математических наук : 01.04.12. — Владивосток, 1984. — 195 с. : ил.

Автор (соавтор) свыше 150 научных работ, в том числе монографии и трёх учебных пособий.
Сочинения:
- Методы палеомагнитных исследований горных пород [Текст] / В. И. Белоконь, В. В. Кочегура, Л. Е. Шолпо ; М-во геологии СССР. Всесоюз. науч.-исслед. геол. ин-т «ВСЕГЕИ». — Ленинград : Недра. Ленингр. отд-ние, 1973. — 247 с. : черт., карт.; 22 см.
- Метод случайного поля в магнетизме наночастиц [Текст] : монография / [Л. Л. Афремов, В. И. Белоконь, О. И. Дьяченко, А. А. Петров]. — Владивосток : Дальневосточный федеральный ун-т, 2016. — 107, [1] с. : ил., табл.; 21 см; ISBN 978-5-7444-3888-3 : 500 экз.
- Введение в теорию волн : Учеб. пособие / В. И. Белоконь, Б. Л. Резник. — Владивосток : Изд-во Дальневост. ун-та, 1983. — 78 с. : ил.; 20 см.
- Курс лекций по векторному и тензорному анализу для физиков / В. И. Белоконь, Н. А. Смаль. — Владивосток : Изд-во Дальневост. гос. ун-та, 1995. — 78,[1] с.; 20 см; ISBN 5-7444-0606-9 :

## Награды и звания
Заслуженный деятель науки РФ, почётный работник высшего профессионального образования РФ.